# Protodrilidae
Protodrilidae ist der Name einer Familie sehr kleiner, im Sandlückensystem lebender Vielborster (Polychaeta), die in Meeren weltweit zu finden sind und sich von Bakterien ernähren.

## Merkmale
Die Protodrilidae haben einen schlanken, fadenförmigen Körper, der 2 bis 15 mm lang wird und 21 bis 77 Segmente zählt. Das Prostomium ist mit mehreren darauf folgenden Segmenten verschmolzen und trägt ein Paar tentakelförmiger, flexibler Palpen, in denen zwei Kanäle mit Verbindung hinter dem Gehirn verlaufen, ein Paar Nuchalorgane und bei manchen Arten auch einfache Augen, zudem ein Paar als Statocysten oder als Lichtsinneszellen interpretierte Organe. Der Pharynx sitzt bauchseitig mit einem zungenartigen Organ und ist nicht vorstülpbar, doch fehlt bei Astomus taenioides ein Verdauungssystem völlig. Außen sitzen einzelne oder aneinandergrenzende steife Sinneshärchen in verschiedenen Mustern. An der Bauchseite verläuft stets ein durchgehendes Streifen von Cilien, und am Prostomium oder Rumpf können auch Büschel oder Ringe von Cilien sitzen. Der Rumpf ist segmentiert, doch fehlen Parapodien und Borsten. Am Pygidium sitzen in der Regel zwei klebrige Lappen.

## Lebensraum
Die Protodrilidae leben im Sandlückensystem vergleichsweise sauberer, grober Sedimente mit wenig Detritus in der Gezeitenzone oder auch darunter. Die meisten Arten weiden die Bakterien ab, die auf der Oberfläche der Sankörner leben.
Die Tiere bewegen sich mithilfe ihres bauchseitigen Wimpernstreifens fort und vermögen sich mithilfe klebriger Substanzen aus Drüsen insbesondere an den beiden Lappen am Pygidium an einem Sandkorn festzuhaften. Astomus taenioides in den Korallensänden von Moorea (Französisch-Polynesien), der nur einen rudimentären Darm besitzt, ernährt sich von gelösten organischen Substanzen, die über erweiterte Seitenlappen aufgenommen werden.

## Entwicklungszyklus
Die Protodrilidae sind getrenntgeschlechtlich. Während der Geschlechtsreife sind die Männchen an Lateralorganen erkennbar, welche die Spermatophoren bilden und an den Öffnungen der Spermienleiter sitzen. Die Weibchen nehmen die Spermatophoren auf, so dass es zu innerer Befruchtung kommt. Ein Weibchen produziert in einem fruchtbaren Segment 2 bis über 150 Eier auf einmal. Die befruchteten Eier werden bei den meisten Arten durch teilweises Zerreißen der Epidermis entlassen, bei einigen Arten aber über Eileiter, bei denen es sich um Protonephridien mit Coelomtrichter handelt. Die Entwicklung verläuft über eine frei schwimmende Trochophora-Larve.

## Gattungen
Zur Familie Protodrilidae gehören folgende Gattungen:
- Protodrilus Hatschek, 1881
- Astomus Jouin, 1979 (Synonym Parenterodrilus, einzige Art Astomus taenioides)
- Claudrilus Martínez, Di Domenico, Rouse & Worsaae, 2015
- Lindrilus Martínez, Di Domenico, Rouse & Worsaae, 2015
- Megadrilus Martínez, Di Domenico, Rouse & Worsaae, 2015
- Meiodrilus Martínez, Di Domenico, Rouse & Worsaae, 2015